# Дурутово
Вижте пояснителната страница за други значения на Дурутово.
Дурутово или Дорутово (на гръцки: Προάστιο, Проастио, катаревуса: Προάστειον, Проастион, до 1927 година Δουρουτλάρ, Дурутлар, на турски: Durutlar, Дурутлар) е село в Егейска Македония, Република Гърция, в дем Еордея, област Западна Македония.

## География
Селото е разположено на 630 m надморска височина, на 4 km югоизточно от Кайляри (Птолемаида) и на практика е квартал на града, до който има градски транспорт.

## История

### В Османската империя
В края на XIX век Дурутово е село в Османската империя. В „Етнография на вилаетите Адрианопол, Монастир и Салоника“, издадена в Константинопол в 1878 година и отразяваща статистиката на населението от 1873 година Дурутово (Douroutovo) е посочено като село в каза Джумали с 50 домакинства и 180 жители българи. Според статистиката на Васил Кънчов („Македония. Етнография и статистика“) в 1900 година Дорутово (Дургутлеръ) има 165 жители българи и 150 жители турци.
На Етнографската карта на Битолския вилает на Картографския институт в София от 1901 година Дургутлер (Дуртали) е смесено село българи, гърци, власи и турци в Кайлярската каза на Серфидженския санджак с 50 къщи.
Според статистика на Серфидженския санджак на гръцкото консулство в Еласона от 1904 година в Дуратлар (Ντουρατλάρ), Кайлярска каза, живеят 125 гърци и 1150 турци.
В началото на XX век цялото християнско население на Дурутово е под върховенството на Българската екзархия. По данни на секретаря на Екзархията Димитър Мишев („La Macédoine et sa Population Chrétienne“) в 1905 година в Дурутово има 256 българи екзархисти и в селото работи българско училище.
След Младотурската революция на 16 януари 1909 година емборската община изпраща следната телеграма до Отоманския парламент:
| „ | Черквата „Св. Константин и Елена“, намираща се от преди 25 години в ръцете на българите от Емборе, което брои 200 къщи българи екзархисти и 20 къщи патриаршисти, преди 8 години гръцкият лерински владика с кайлярския каймакамин я взеха от нас българите и я предадоха на 20-те къщи гъркомани. Селото Палеор брои около 80 къщи екзархисти и гъркомани 30, докато последните имат право 3 пъти в месеца да се черкуват в единствената селска черква, екзархистите се допускат само два пъти. Това е една неправда спрямо българите. Жителите на селата Дорутово и Асан-кьой, бидейки българи, поискаха да четат в черквите и учлищата на езика си, но кайлярският каймакамин не им позволи. Общински председател Папа Георги. | “ |

### В Гърция
През Балканската война селото е окупирано от гръцки части и остава в Гърция след Междусъюзническата. Боривое Милоевич пише в 1921 година („Южна Македония“), че Дорутво има 40 къщи славяни християни и 30 къщи турци. През 20-те години турското население на Дурутово се изселва в Турция и в селото са настанени 225 понтийски гърци, бежанци от Турция. В 1928 година селото е смесено местно-бежанско с 56 семейства и 226 души бежанци. В 1927 година селото е прекръстено на Проастион, в превод предградие.
В документ на гръцките училищни власти от 1 декември 1941 година се посочва, че в Дурутово живеят 60 „чуждогласни“ семейства и 40 бежански.
Традиционно населението отглежда жито и се занимава и със скотовъдство, в частност с краварство.
| Име       | Име       | Ново име | Ново име | Описание                                  |
| --------- | --------- | -------- | -------- | ----------------------------------------- |
| Кевриджик | Κεβριτσίκ | Пиги     | Πηγαί    | река на ЮЗ от Дурутово и на СИ от Липинци |
| Доналти   | Ντόναλτι  | Перасма  | Πέρασμα  |                                           |

| Година    | 1913 | 1920 | 1928 | 1940 | 1951 | 1961 | 1971 | 1981 | 1991 | 2001 | 2011 | 2021 |
| --------- | ---- | ---- | ---- | ---- | ---- | ---- | ---- | ---- | ---- | ---- | ---- | ---- |
| Население | 367  | 394  | 495  | 662  | 659  | 750  | 702  | 829  | 829  | 536  | 482  | 348  |